# Komnäs
Komnäs är en by vid Billsjösjön i Örnsköldsviks kommun, Ångermanland, Västernorrlands län. Komnäs ligger på ett näs i östra delen av sjön.